# Шотландська література

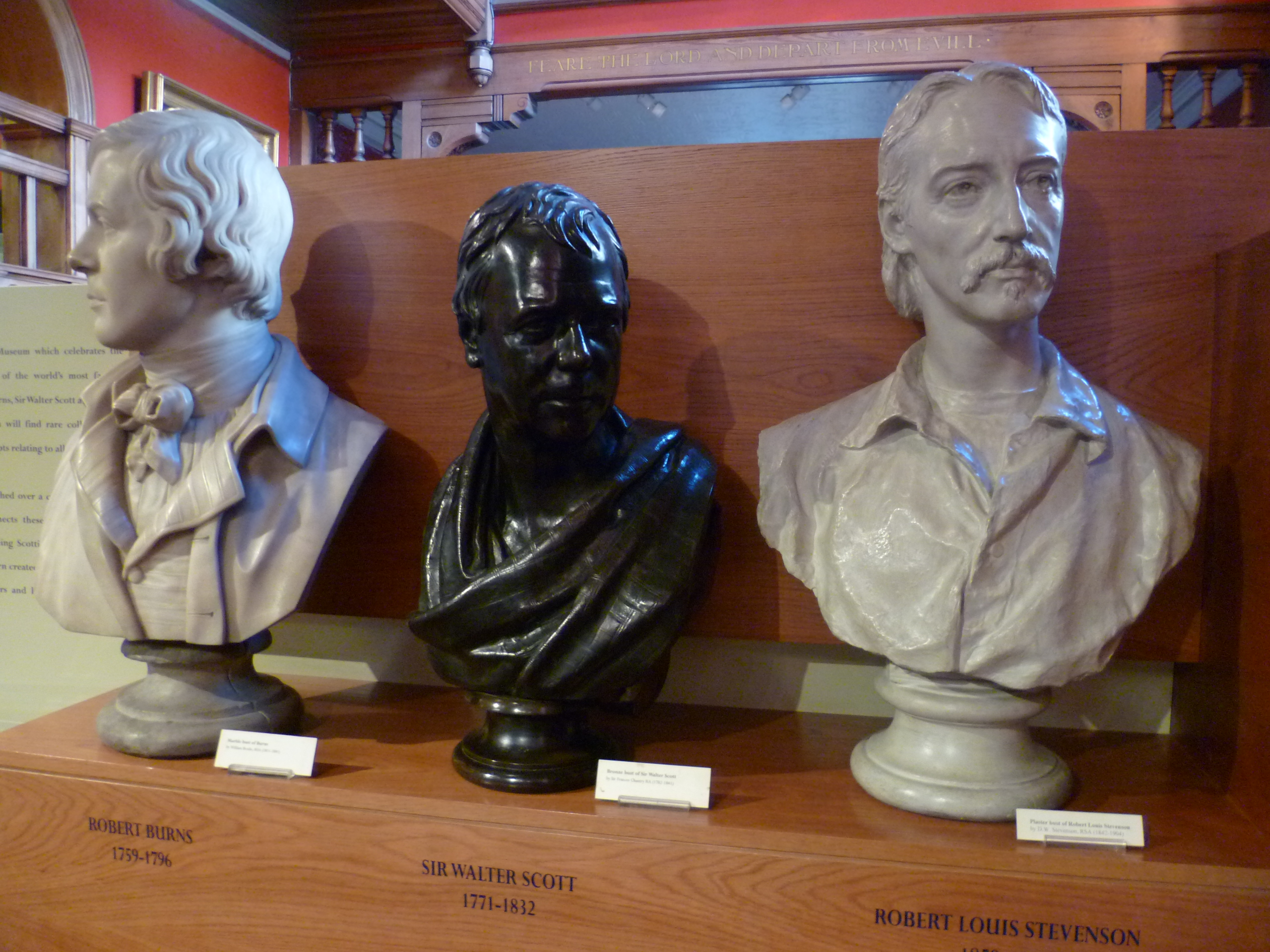
Відомі шотландські письменники: Роберт Бернз, Вальтер Скотт і Роберт Луїс Стівенсон

Література Шотландії — літературні твори, написані в Шотландії або шотландськими авторами. Основними мовами шотландської літератури є гельська, латинська і давньоанглійська (Середньовіччя); англійська і скотс (Відродження — Нова історія).
До шотландської літератури раннього середньовіччя, в основному, належать ліричні твори на тему релігії (християнства або язичництва), монархії або війни. У зв'язку з тим, що в Ранньому Середньовіччі кельти населяли всю Британію, в шотландській літературі простежується вплив валлійської та бритської культури. Вважається, що в Шотландії був написаний один із творів відомого валлійського барда Талієсіна.
В період Високого Середньовіччя продовжувалося використання ґельської та латинської, як літературних мов. Шотландські барди активно співпрацювали з ірландськими; тому в Ірландії і Шотландії в XI—XII ст. були вперше записані саги фенійського циклу кельтських міфів і легенд. Почав розвиватися жанр хроніки, який досяг розквіту в Пізньому Середньовіччі та в епоху Відродження. Крім того, Пізнє середньовіччя ознаменувалось початком розвитку прозаїчних літературних жанрів.
В епоху Відродження став популярним жанр балади (пізніше прославлений Робертом Бернзом і Вальтером Скоттом); почали публікуватися збірники балад. Однією із самих відомих і повних поетичних збірок стала так звана «Книга настоятеля Лісморського», яка нині зберігається в Національній бібліотеці Шотландії.
Новий час збігся із періодом Шотландського просвітництва — періодом розквіту філософської та научної літератури. З'явилися нові жанри — наприклад, урбаністична лірика. В XVIII—XIX ст. жили і творили троє найвідоміших шотландських письменників — Роберт Бернз, Вальтер Скотт і Роберт Луїс Стівенсон.
Початок XX століття став періодом модернізму, так званого Шотландського Ренесансу. В цей час поетом Х'ю Макдіармідом була відроджена літературна мова скотс, тому до цього часу шотландські автори поділяються на дві основні групи: одні, наслідуючи Макдіарміда, пишуть на скотс, інші в своїх творах використовують англійську.

## Середньовіччя

### Раннє Середньовіччя

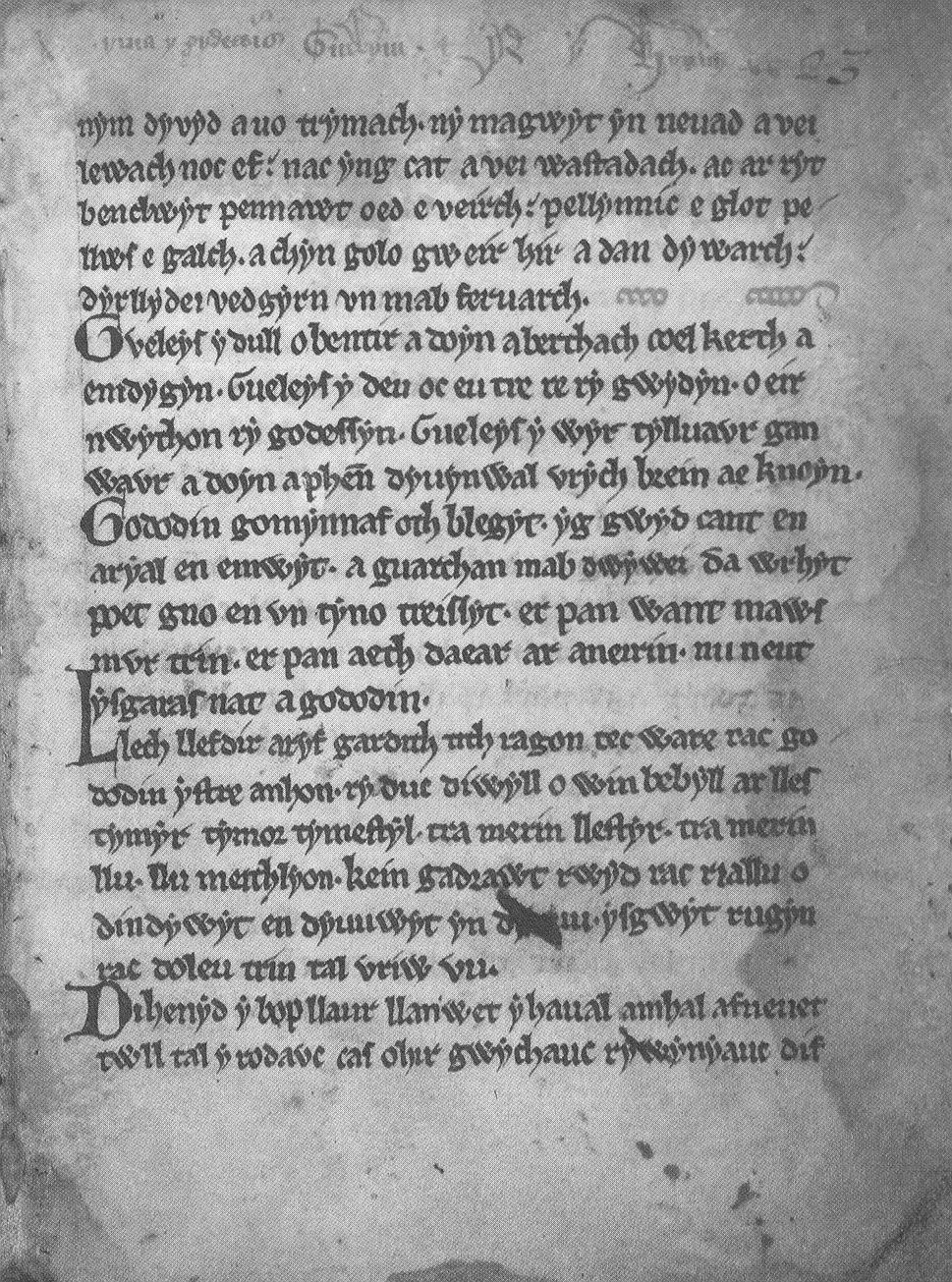
Перша частина поеми «Гододін» в Книзі Анейріна

Після того, як римляни пішли з Британії і сформувалося Королівство Альба люди з півночі Британії говорили на декількох кельтських мовах і на давньоанглійській; після христянізації як мова богослужіння поширилась латинь. Пікти в основному розмовляли на якійсь бритській мові. Із власне піктської літератури тих часів жодних творів не збереглося. Але на території теперішньої Шотландії деякі твори були написані мовою, яка згодом розвинулася у валлійську. З них найбільш відомими є «Гододін» (валл. Y Gododdin, поема, яку приписують барду Анейріну, що жив у державі Гододін в VI ст.) і «Битва при Гвен-Істрад» (валл. Gweith Gwen Ystrat, поема, яку приписують Талієсіну, сучаснику Анейріна з Північного Уельсу).
Також до того періоду відносять деякі релігійні тексти на ґельській мові, наприклад, «Елегія про Святого Колумба», яку приписують  Делану Форгейлу (бл. 597 року), і «Похвальне слово святому Колумбу» Беккана Мак Лугдеха (бл. 677 року). На латині були написані такі тексти, як «Молитва про захист» (середина VI ст.) і «Великий Творець» (бл. 597 року, який приписують святому Колумбу). «Життя Колумба» (лат. Vita Columbae) аббата Адомнана Айонського, вважається найбільш значущим твором шотландської середньовічної релігійної літератури, інші поеми і канони, написані цим же аббатом, також були на латині.
На давньоанглійській мові в той період була написана поема «Сон Хреста», уривки з якої були знайдені на Рутвельському хресті — єдиний пам'ятник нортумбрійського діалекту давньоанглійської мови Раннього Середньовіччя.
З літератури раннього середньовіччя скандинавів, які населяли частину шотландської території, збереглися тільки дохристиянські релігійні вірші, наприклад, опис валькірій.
Одним із основних жанрів світської шотландської поезії того часу було вихваляння (англ. praise), адресоване монархам. До наших днів збереглися написані придворним бардом вихваляння короля Уріена, правителя королівства Регед на півдні Шотландії.

#### «Гододін»
«Гододін», як вже було сказано вище — один з найвідоміших творів шотландської середньовічної літератури. Хоча цю поему називають героїчним епосом, в ній немає ніякого єдиного сюжету: 1500 рядків діляться на окремі, мало пов'язані між собою елегії про воїнів з Гододіну, полеглих у битві при Каттеріку.
У різних списках «Гододіна» в поемі є віршовані вставки, які не мають спільного з темою твору, наприклад, «Пролог оповідача» (опис барда, що збирається почати розповідь на бенкеті) і «Плащ Диногата» (колискова або дитячий віршик про хлопчика Диногата, який слухає, як його мати і шість рабів співають вихваляння його батькові-мисливцеві).
У тексті «Гододіна», як вважають деякі вчені, містяться найбільш ранні відомі згадки про короля Артура (у поемі названий гододінським воїном Гваврддуром), а також про Мирддіна (валлійська версія імені Мерліна). Але невідомо, чи є ці згадки пізнішими вставками, чи ж вони були в оригінальному тексті. У другому випадку вони можуть служити підтвердженням існування Артура і Мирддіна як історичних постатей.

### Високе Середньовіччя

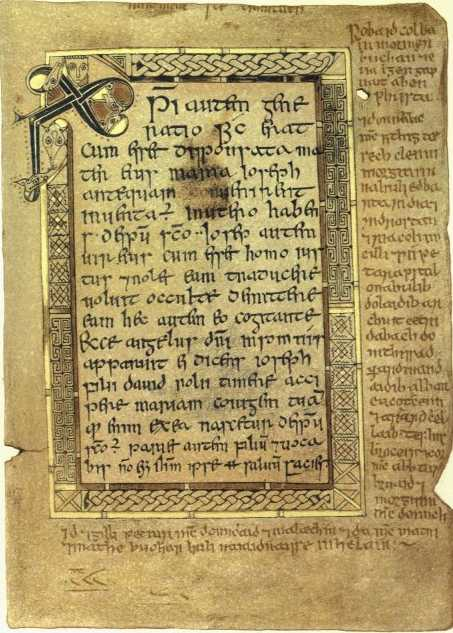
Дірська книга, що містить латинський текст Євангелія від Матвія

До того, як під час правління Давида I почався активний вплив норманської та саксонської культури на шотландську, в Шотландії багато авторів писали літературні твори переважно ґельською і латинською мовами. Література цими мовами продовжувала створюватися до XIII століття у східних областях Південно-Шотландської височини, зокрема, поряд з Лох-Лівен і в Брикіні.
Є теорія, що в Шотландії до XVI століття було написано багато творів ірландською мовою, але, як і ґельські книги, вони не збереглися. Наприклад, на думку американського академіка Томаса Оуена Кленсі, ірландська поема Lebor Bretnach була спочатку написана у монастирі в Абернеті, хоча й збереглися тільки її ірландські списки.
Один з небагатьох поетів Високого Середньовіччя, чиї твори дійшли до наших днів — Ґіллебрихде Албанах. Найвідоміший його твір — «Прямуючи в Дам'єтту» (1218), поема, натхненна П'ятим хрестовим походом.
В XIII столітті як офіційна та літературна мова поширилася французька. Саме тоді був написаний роман артурівського циклу «Роман про Фергуса» (давньофр. Roman de Fergus) Гійома ле Клерка, найраніший зі збережених некельтських творів мовою, яка використовувалась при дворі.
У той самий період на Зовнішніх Гебридах, Оркнеях та інших територіях з норвезьким населенням були написані деякі твори норвезькою мовою. І, навпаки, «Сага про оркнейців» (давньоскан. Orkneyinga saga) була написана в Ісландії, хоча й описує Оркнейські острови.
Крім французької мови, мовою літератури — переважно релігійної — залишалась латина. До Високого Середньовіччя відносяться такі відомі твори латиною, як «Пісня про смерть Сомерледа» (лат. Carmen de morte Sumerledi) — поема про перемогу жителів Глазго над Сомерледом — і хвалебний гімн святому Колумбі «Інчколмський Антифон» (лат. Inchcolm Antiphoner). Для написання різних житій святих, наприклад, «Життя і чудес святого Кентігерна» (лат. Vita et Miracula Sanctissimi Kentegerni) і «Життя святої Маргарити, королеви Шотландської» (лат. Vita Sanctae Margaretae Scotorum Reginae), також, як і раніше, використовувалась латина. Нею були написані твори таких шотландських теологів, як Адам Драйбурський, Майкл «Скоттус» і Джон Данс «Скоттус». Латиною були написані деякі хроніки, наприклад, «Елегійна хроніка» (лат. Cronicon Elegiacum) і «Метрична хроніка» (лат. Cronicon Rhythmicum) (остання в XV столітті, можливо, була доповнена Волтером Бавером).
У XII—XIV століттях регулярно проходили збори поетів Ірландії і Шотландії, на яких обговорювалися зміни в літературному стилі і мові. Перше таке зібрання, про яке залишилися точні письмові відомості, відбулося на Різдво 1351 року в Уї-Мейне на території нинішнього графства Голвей, під заступництвом місцевого правителя Вільяма О Келлі.

#### Фенійський цикл
Так званий фенійський цикл, або цикл Оссіана, включає ґельські міфологічні саги, що групуються навколо центрального образу воїна-героя Фінна Мак Кумала. Хоча дія саг відбувається в III столітті, оповіді остаточно оформилися і були записані в XI—XII століттях. Останнім твором, який відносять до фенійського циклу, вважається «Ле про Ойсіна [Оссіана] в Країні Юності» (бл. 1750) Майкла Коміна. Сюжет саг циклу заснований на реальних подіях: при ірландському королі Кормаку Мак Арті справді перебували спеціально навчені воїни, так звані фенії.
Дія циклу відбувається в Ірландії, але деякі саги були записані і на півночі Шотландії, і, крім того, простежується вплив на сюжет циклу шотландського фольклору.

### Пізнє Середньовіччя

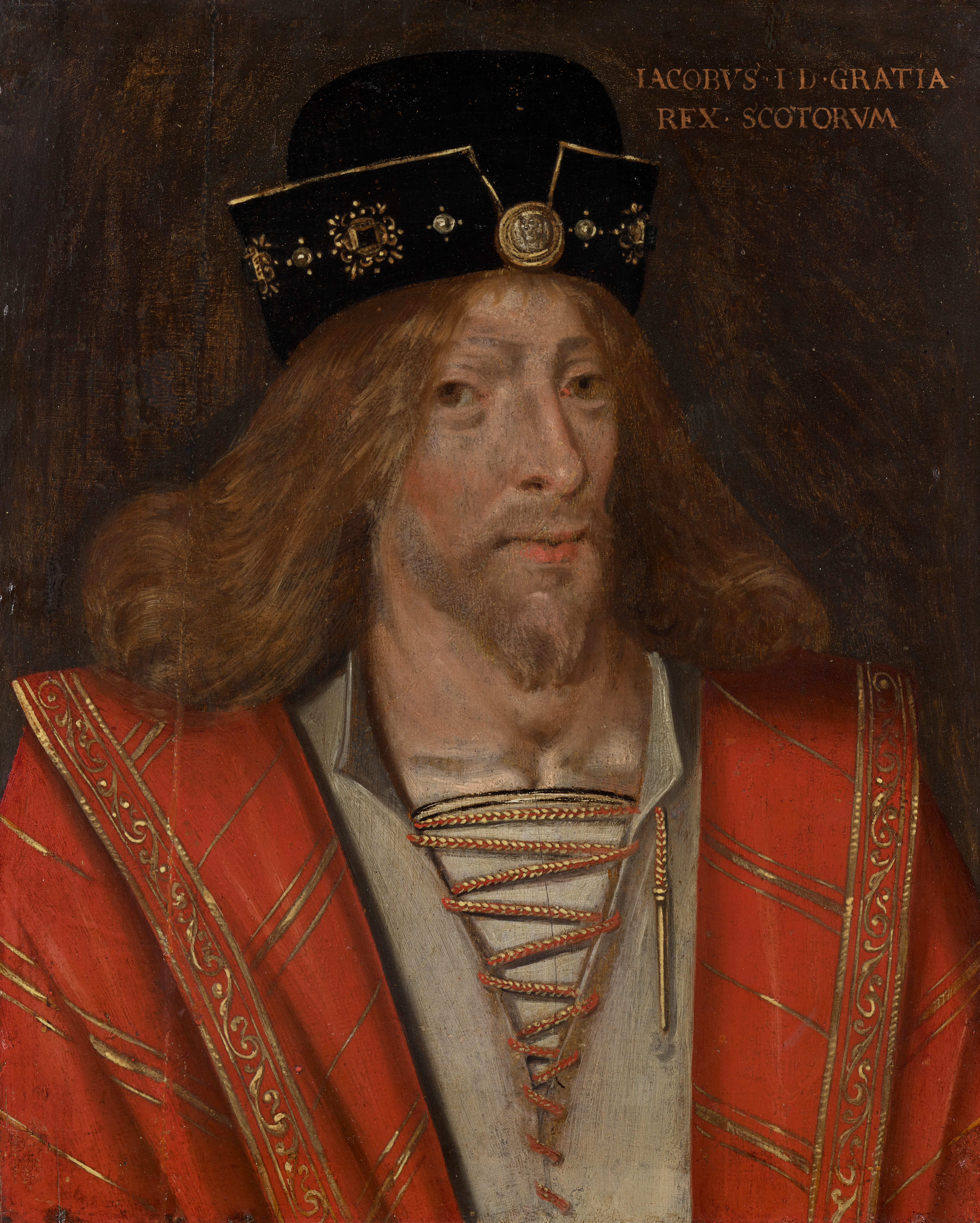
Яків I, прожив більшу частину життя в ув'язненні в Англії і став там відомим як музикант і поет

## Епоха Відродження

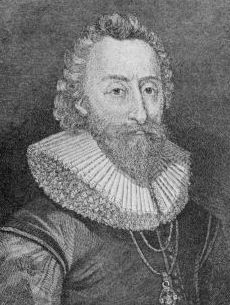
Вільям Александер, граф Стерлінг (бл. 1577—1640), дворянин і поет, член Кастальської групи. Портрет роботи невідомого художника

### «Історія шотландців»

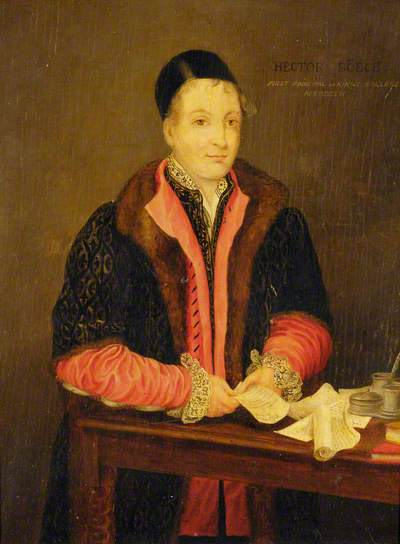
Гектор Бойс. Портрет роботи невідомого художника.

#### Латинська

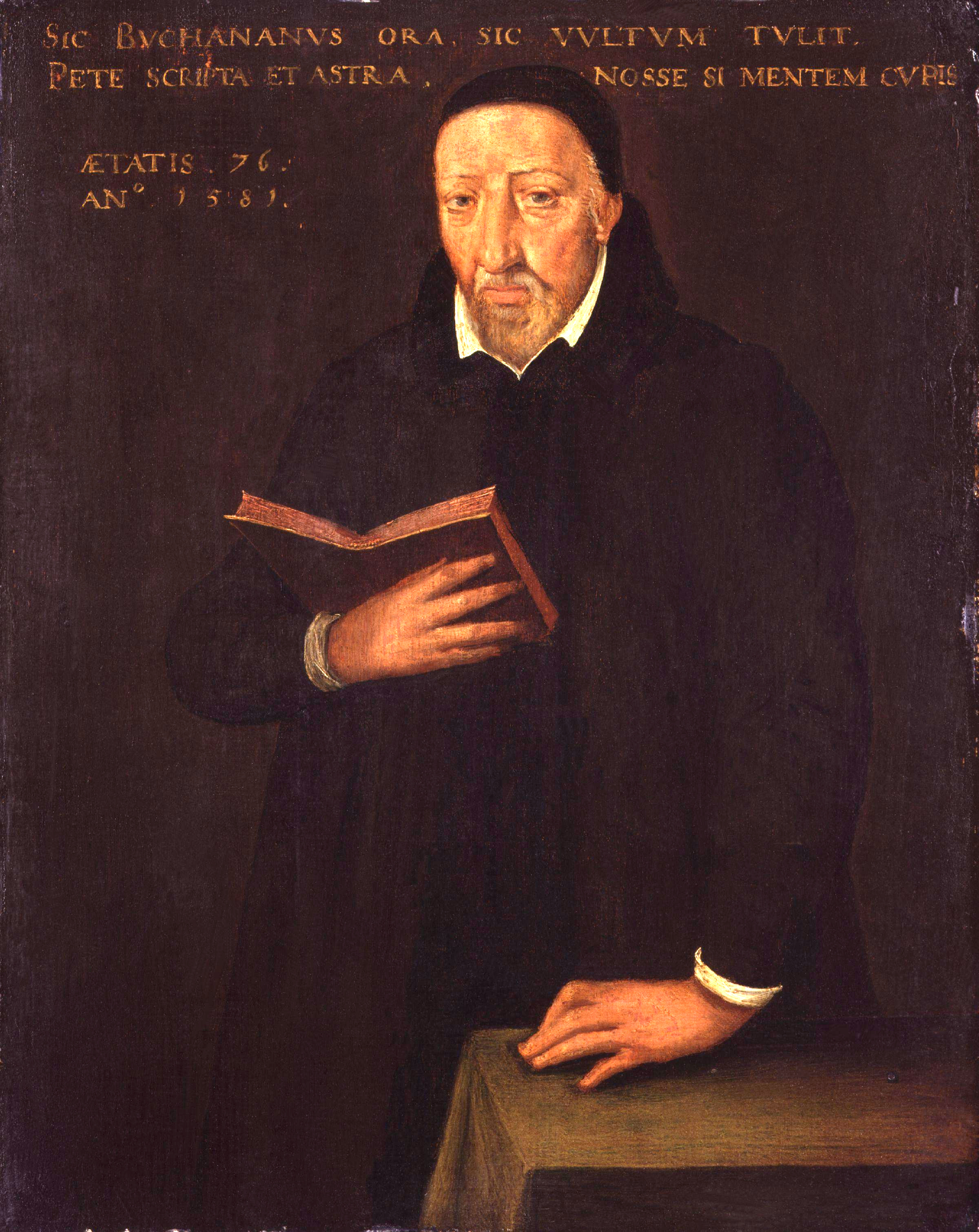
Джордж Б'юкенен. Портрет роботи Арнольда ван Браункгерста.